# Emergency (Film)
Emergency  ist ein Thriller von Carey Williams, der im Januar 2022 beim Sundance Film Festival seine Premiere feierte und Ende Mai 2022 weltweit in das Programm von Prime Video aufgenommen wurde.

## Handlung
Die Studenten Kunle und sein bester Freund Sean haben in dieser Nacht vor, die ersten People of Color zu werden, die den legendären Partymarathon ihres Colleges absolvieren. Als sie jedoch zuhause einen kurzen Boxenstopp einlegen, finden sie dort ein weißes Mädchen ohnmächtig auf dem Wohnzimmerboden. Allerdings zögern Kunle, Sean und ihr Mitbewohner Carlos, den Notruf zu wählen, denn mit der Polizei wollen sie es nur ungerne zu tun haben.

## Produktion
Das Drehbuch von KD Dávila landete 2020 in der Blacklist der besten unverfilmten Ideen Hollywoods. Regie führte Carey Williams. Er hatte bereits Dávilas vorangegangenes Drehbuch verfilmt. Der gleichnamige Kurzfilm wurde beim Sundance Film Festival 2017 mit dem Special Jury Award und beim South by Southwest Filmfestival und beim Seattle International Film Festival als bester Kurzfilm ausgezeichnet. Nach R#J aus dem Jahr 2021 handelt es sich bei Emergency um Williams' zweiten Spielfilm.
In den Hauptrollen zu sehen sind RJ Cyler, Sabrina Carpenter, Donald Watkins und Sebastian Chacon.
Die Filmmusik komponierte René G. Boscio.
Bereits im April 2021 sicherten sich die Amazon Studios die Rechte. Erste Vorstellungen des Films erfolgen ab dem 21. Januar 2022 beim Sundance Film Festival. Im März 2022 wurde der Film beim South by Southwest Film Festival gezeigt. Ab 20. Mai 2022 wurde der Film in ausgewählten US-Kinos gezeigt. Am 27. Mai 2022 wurde Emergency weltweit in das Programm von Prime Video aufgenommen.

## Rezeption

### Altersfreigabe und Kritiken
In den USA erhielt der Film von der MPAA ein R-Rating, was einer Freigabe ab 17 Jahren entspricht.
Von den bei Rotten Tomatoes aufgeführten Kritiken sind 91 Prozent positiv bei einer durchschnittlichen Bewertung mit 7,3 von 10 möglichen Punkten. Auf Metacritic erhielt der Film einen Metascore von 73 von 100 möglichen Punkten.

### Auszeichnungen
African-American Film Critics Association Awards 2022
- Auszeichnung als Emerging Filmmaker (Carey Williams)[12]

Artios Awards 2023
- Nominierung für das Beste Casting in einem Independent- oder Studiofilm – Filmkomödie (Kim Coleman, Tara Feldstein Bennett & Chase Paris)[13]

Black Reel Awards 2023
- Nominierung als Bester Independentfilm
- Nominierung als Bester aufstrebender Regisseur (Carey Williams)[14]

Independent Spirit Awards 2023
- Nominierung für das Beste Debütdrehbuch[15]

South by Southwest Film Festival 2022
- Nominierung für den Publikumspreis in der Sektion Festival Favorites (Carey Williams)[16]

Sundance Film Festival 2022
- Nominierung im U.S. Dramatic Competition
- Auszeichnung mit den Waldo Salt Screenwriting Award (K.D. Davilla)[17]